# Serra de Costa Roja
La Serra de Costa Roja és una serra situada a cavall dels municipis de La Molsosa (Solsonès) i de Calonge de Segarra (Anoia), amb una elevació màxima de 654,8 metres.
De direcció preponderant ONO - ESE la falda de ponent es troba a la riba dreta de la rasa de Comabona pràcticament en el punt de la seva confluència amb la riera de Mantellí, a l'enclavament d'Enfesta, (municipi de la Molsosa) a uns 510 m. d'altitud. Uns 550 m. cap a l'ESE surt d'aquest terme municipal per entra al de Calonge de Segarra; en aquest punt la carena es troba a una altitud de 583,4 m. 300 m. seguint la mateixa direcció assoleix la seva segona màxima elevació (619,2 m.). A partir d'aquest cim la carena presenta un suau descens per, un centenar de metres més enllà, arribar a una collada (614,5 m. d'altitud) per on hi passa el camí que comunica el sector de la solana de Torremitja (al sud) amb el sector de les Rovirasses (al NE). Des d'aquesta collada, la carena remunta fins a la seva màxima elevació (654,8 m.). Des d'aquest cim la carena empren un descens una mica més pronunciat fins a anar a acabar a la riba dreta del torrent dels Pilots.